# Вронув (Люблінський повіт)
Вронув (пол. Wronów) — село в Польщі, у гміні Белжиці Люблінського повіту Люблінського воєводства.
Населення — 343 особи (2011).
У 1975-1998 роках село належало до Люблінського воєводства.

## Демографія
Демографічна структура станом на 31 березня 2011 року:
|          | Загалом | Допрацездатний вік | Працездатний вік | Постпрацездатний вік |
| -------- | ------- | ------------------ | ---------------- | -------------------- |
| Чоловіки | 165     | 41                 | 109              | 15                   |
| Жінки    | 178     | 33                 | 102              | 43                   |
| Разом    | 343     | 74                 | 211              | 58                   |